# Lenguas tuareg
Las lenguas tuareg (en bereber: tamashek, tamahaq, tamajak) son un conjunto de variedades de bereber altamente inteligibles entre sí habladas por diferentes grupos de tuareg. Estas lenguas se hablan en muchas partes de Malí, Níger, Argelia, Libia, Burkina Faso y unos pocos hablantes, los kinnin en Chad. Para muchos las variedades de tuareg forman una macrolengua cuyas principales variantes son el tamahaq, el tamashek y el tawellemmet.

## Aspectos históricos, sociales y culturales

### Distribución
El targuí o tuareg (la palabra targuí es la forma singular en árabe magrebí de tuareg), el llamado en árabe idioma targuí es en realidad un conjunto de idiomas y dialectos de uso prearábigo y aún vigente hablado en gran parte de Argelia, sobre todo al sur de los montes Hoggar por unas 65 000 personas, en la provincia de Oudalan, y en casi todo el Sáhara meridional y la franja del Sáhel incluyendo así grandes extensiones de los países surgidos tras ser colonias francesas en esa región hacia 1960, tales como los dos tercios septentrionales de Níger, de Malí y el extremo norte de Burkina Faso, según las estadísticas (poco fiables); por ejemplo los que lo tienen como lengua materna en los tres primeros lustros del presente s. XXI serían alrededor de 31 200 personas pero si se observa en detalle serían solo los hablantes en la pequeña provincia de Udalán de la variante idiomática autodenominada tamasheq, sin embargo las estadísticas más ciertas indican que en la zona de Níger (zona oeste y Agadez) por el idioma "tuareg" es hablado por 720 000 personas, y en el país creado en 1960 con el nombre de Malí tiene desde el 2001 más de medio millón de hablantes, y en la zona suroeste de Libia es hablado por más de 20 000 personas. También a inicios del presente siglo XXI se encuentran hablantes de "tuareg" en Nigeria y Senegal donde los emplean 23 000 y 7000 personas, respectivamente. El tetserret es una lengua bereber occidental hablada por dos tribus de tuaregs: Ait-Awari y Kel Eghlal de la comuna de Akoubounou en Níger.
El tuareg suele dividirse en dos ramas principales:
- En el norte (Argelia y Libia), se habla mayoritariamente el tamahaq y el tahaggart (Código ISO 639-3: thv)
- En las regiones del sur:
  - el tamajaq o tawallammat (Código ISO 639-3: ttq), y el tamajeq o tayart (Código ISO 639-3: thz) se hablan en Níger
  - el tamasheq (Código ISO 639-3: taq) se habla sobre todo en Malí

Debido al carácter nómada de los tuaregs, esta repartición no es estricta y los ámbitos geográficos de cada variante se solapan.

### Dialectos
Las lenguas tuareg poseen numerosos dialectos, entre otros el tudalt y el tadraq.[cita requerida] En Malí, los dialectos dominantes son el timbuktu (en Tombuctú y Tanaslamt) y el tadhaq (en Kidal).
En Níger, el tawallammat tan Dannag y el tawallammat tan Ataram son dialectos del tawallammat, y el air y el tanassfarwat son dialectos del tayart.
El ghat y el hoggar son dialectos del tahaggart hablados en Níger y en Argelia.

## Clasificación
- Tamahaq: Es un idioma tuareg hablado por las confederaciones tribales Kel Ahaggar y Kel Ajjer, en el sur de Argelia, el sur de Libia y el norte de Níger. El Tamahaq es una lengua hablada por unas 77 000 personas, también es conocida como Tahaggart.
- Tamashek: Es un idioma de la familia bereber, la principal de las lenguas tuareg, hablada por los tuaregs, un pueblo nómada que habita el Sáhara, el sur de Argelia y el Sáhel occidental, se estima que el tamashek tiene aproximadamente un millón de hablantes. Es la lengua hablada por los Kel Adagh, un grupo de tribus tuareg que viven en el Adrar de los Iforas, en la Región de Kidal, en Malí y en las provincias de Tamanrasset y Adrar en Argelia. El Tamashek es también hablado por los Kel Ansar, una de las grandes confederaciones tuareg que viven en Malí, principalmente en la región de Tombuctú.
- Tamajeq de Air: Idioma del Kel Ayer (a veces deletreado Aïr), hablado en Níger por aproximadamente 250 000 personas.
- Tawellemet: Lengua de los tuaregs Iwellemmeden, hablada en Malí y Níger por aproximadamente 800 000 personas. El término Iwellemmeden (el nombre de las personas) se usa a veces para referirse al idioma.

## Ortografía
El idioma tuareg puede ser escrito usando tres alfabetos diferentes: Tifinag, árabe y latino. El Programa Nacional de Alfabetización de Malí (DNAFLA) estableció un estándar del alfabeto latino, el cual es utilizado con algunas modificaciones por el programa de alfabetización de Burkina Faso.
El alfabeto árabe es utilizado mayormente por tribus envueltas en el aprendizaje del Islam. Poco se conoce sobre sus convenciones. El uso del tifinagh está restringido es algunas zonas para la escritura de fórmulas mágicas cuando el silencio es requerido, más recientemente se emplea en la escritura de cartas.
| DNAFLA | Tifinagh | Árabe |
| ------ | -------- | ----- |
| b      |          | ب     |
| d      |          | د     |
| ḍ      |          | ض     |
| f      |          | ف     |
| g      |          | ݣ     |
| j      |          | ﭺ     |
| ɣ      |          | ﻍ     |
| h      |          | ﻩ     |
| k      |          | ک     |
| l      |          | ﻝ     |
| m      |          | ﻡ     |
| n      |          | ن     |
| q      |          | ﻕ     |

| DNAFLA | Tifinagh | Árabe |
| ------ | -------- | ----- |
| r      |          | ﺭ     |
| s      |          | ﺱ     |
| ṣ      |          | ﺹ     |
| š      |          | ﺵ     |
| t      |          | ﺕ     |
| ṭ      |          | ﻁ     |
| w      |          | ﻭ     |
| x      |          | ﺥ     |
| y      |          | ﻱ     |
| z      | o        | ﺯ     |
| ẓ      | ⵥ        | ﻅ     |
| ž      | o        | ﺝ     |
| (ḥ)    |          | ﺡ     |
| (ʕ)    |          | ﻉ     |

## Descripción lingüística
Todas las formas de tuareg son altamente inteligibles entre sí y en menor grado también son mutuamente inteligibles con otras lenguas bereberes. Existe variaciones entre las diferentes formas de tuareg, hasta el punto que varios autores las consideran lenguas diferentes, aunque cercanamente emparentadas mientras que otros autores la consideran una macrolengua con gran diversificación interna.
Uno de los criterios que permite distinguir las diferentes formas de tuareg son la forma en que pronuncian los fonemas /z/ y /h/. El tuareg conserva dos vocales cortas donde las lenguas bereberes del norte tienen una o ninguna, asimismo el tuareg posee mucho menos influencia del árabe en su léxico. Las lenguas bereberes son escritas usualmente con el alfabeto tifinag, sin embargo, el alfabeto árabe predomina en algunas zonas, mientras que el alfabeto latino es oficial en Malí y Níger.

## Comparación léxica
Los numerales del 1 al 10 en diferentes lenguas tuareg son:
| GLOSA | Tamasheq (Tahaggart) | Tamajeq (Tayart) | Tamajaq (Tawallammat) | PROTO- TARGUI |
| ----- | -------------------- | ---------------- | --------------------- | ------------- |
| '1'   | iyen                 | iyən             | əyyǎn-da              | *iyːən        |
| '2'   | əssin                | əsin             | əššin                 | *əsːin        |
| '3'   | kərad̩                | kɐradˤ           | k̩ǎrad                 | *kɐrɑdˤ       |
| '4'   | okkoz̩                | akːozˤ           | ək̩k̩oz̩                 | *əkːuzˤ       |
| '5'   | səm̩mus               | səmːos           | s̩əm̩m̩os                | *səmːus       |
| '6'   | səd̩is                | sədˤis           | səd̩is                 | *sədˤis       |
| '7'   | əs̩s̩a                 | əsːa             | əs̩s̩a                  | *əsːa         |
| '8'   | əttam̩                | ətːɑm            | əttam̩                 | *ətːɑm        |
| '9'   | t̩əz̩a                 | təzˤːɑ           | t̩əz̩a                  | *təzˤa        |
| '10'  | m̩ǎraw                | marɑw            | m̩ǎraw                 | *mǎrɑw        |